# Kieskringen van Nauru
Nauru is onderverdeeld in acht kieskringen. Dit zijn geen verdere onderverdelingen van districten, omgekeerd is het zo dat het ongebruikelijk is de districten naar kieskring in te delen. De onderverdeling in districten en die in kieskringen zijn dus weinig onderling afhankelijk, vergelijkbaar met de onderverdeling in zowel gewesten als gemeenschappen in België (hoewel Nauru geen federaal land is). Vijf van de kieskringen bestaan uit slechts een district.

## Lijst van kieskringen
Onderstaande lijst geeft een overzicht van de acht kieskringen van Nauru. Tussen haakjes staan de districten die zich in de kieskring bevinden:
- Aiwo  (Aiwo)
- Anabar  (Anabar, Anibare, Ijuw)
- Anetan  (Anetan, Ewa)
- Boe  (Boe)
- Buada  (Buada)
- Meneng  (Meneng)
- Ubenide (Baiti, Denigomodu, Nibok, Uaboe)
- Yaren  (Yaren)